# Lucija Vlah
Lucija Vlah (* 21. November 1994) ist eine kroatische Badmintonspielerin. 

## Karriere
Lucija Vlah wurde noch als Juniorin im Jahr 2011 erstmals Meisterin in Kroatien. Bei den Titelkämpfen des genannten Jahres siegte sie im Damendoppel mit Staša Poznanović. Erste internationale Einsätze folgten bei den Croatian International und den Slovenia International.